# ATLAST
ATLAST teleskop (ang. Advanced Technology Large-Aperture Space Telescope - ATLAST) je predlagani vesoljski teleskop z 8 do 16,9 metrskim zrcalom, precej večjim do Hubbla. Koncept je predložil inštitut Space Telescope Science Institute in naj bi nadomestil Hubblov teleskop. Nov teleskop bi lahko deloval v ultravijoličnem, optičnem in infrardečem spektru. Imel naj bi boljšo resolucijo kot Hubblov in planirani James Webbov vesoljski teleskop (JWST). ATLAST naj bi isto kot JWST izstrelili v Lagrangovo točko L2 med Soncem in Zemljo.
ATLAST je predvidevan za uporabo v letih 2025–2035. Nov teleskop bo mogoče odgovoril na vprašanje, če je možno življenje na drugih planetih v naši galaksiji. Atlast naj bi imel kotno resolucijo 5-10X več kot JWST in 2000X večjo občutljivost kot Hubblov teleskop.